# DUSP7
La proteína fosfatasa 7 de especificidad dual es una enzima que en humanos está codificada por el gen DUSP7 .

## Función
Las fosfatasas de doble especificidad (DUSP) constituyen un gran subgrupo heterogéneo de la superfamilia de proteína tirosina fosfatasa basada en cisteína tipo I. Los DUSP se caracterizan por su capacidad para desfosforilar residuos de tirosina (EC 3.1.3.48) y serina/treonina (EC 3.1.3.16). DUSP7 pertenece a una clase de DUSP, denominadas MKP, que desfosforilan las proteínas MAPK (proteína quinasa activada por mitógenos) ERK, JNK y p38 con una especificidad distinta de la de las proteínas MKP individuales. Los MKP contienen un dominio catalítico C-terminal altamente conservado y un dominio tipo Cdc25 (CH2) N-terminal. Las cascadas de activación de MAPK median varios procesos fisiológicos, incluida la proliferación celular, la apoptosis, la diferenciación y las respuestas al estrés.
Se sabe que se une y desfosforila a ErkII, y dado que, junto con los otros miembros de la familia DUSP, expresa una alta selectividad para las MAP quinasas, se ha sugerido que funciona como un método para activar/desactivar selectivamente diferentes miembros de esa familia.